# Cazzie Russell
Cazzie Lee Russell, né le 7 juin 1944 à Chicago dans l'Illinois, est un ancien joueur et entraîneur américain de basket-ball.

## Biographie
Russell joua en NCAA à l'Université du Michigan, où il mena les Wolverines à trois titres de champion de la « Big Ten Conference » (de 1964 à 1966) et à deux apparitions au « Final Four » en 1964 et  1965. En 1966, Russell inscrivit 30,8 points par match et fut nommé "College Basketball Player of the Year". Le numéro 33 de Russell a été retiré par les Wolverines.
Russell passa douze saisons en NBA (de la saison 1965-1966 à la saison 1977-1978), dont les principales avec les New York Knicks (saison 1966-1967 à la saison 1970-1971). Russell fut le premier choix de la draft 1966 et fut sélectionné dans la All-Rookie Team 1967. Il fit partie de la fameuse équipe des Knicks (saison 1969-1970) qui remporta le titre NBA face aux Los Angeles Lakers. Russell participa au All-Star Game 1972 alors qu'il évoluait aux Golden State Warriors.
En 1981, il retourna dans le monde professionnel du basket-ball en tant qu'entraîneur de l'équipe de Continental Basketball Association des Lancaster Lightning. Il mena son équipe au titre de champion cette saison-là. Lors des playoffs, alors que l'équipe était décimée par les blessures, Russell sorti de sa retraite et joua pour les Lightning lors de la dernière rencontre de la série.
Lors de la saison 2005-2006, Cazzie Russell entraîna l'équipe de Savannah College of Art and Design.